# Mysterium (jeu vidéo)
Pour les articles homonymes, voir Mysterium.
Ne doit pas être confondu avec Mysterium (jeu).
Mysterium est un jeu vidéo d'action-aventure développé par Maxis et édité par Asmik Corporation of America, sorti en 1991 sur Game Boy.

## Accueil
- Electronic Gaming Monthly : 21/40[1]